# Червоний - Знак Відваги
Червоний — Знак Відваги (англ. The Red Badge of Gayness) — епізод 314 (№ 45) серіалу «Південний Парк», прем'єра якого відбулася 24 листопада 1999 року.

## Сюжет
Як і інші жителі міста, діти готуються взяти участь в щорічній  історичної реконструкції битви при пагорбі Темрок (вигадана битва  Громадянської війни). Вони повинні репетирувати, щоб зображати музичний батальйон.  Картман, який повинен грати на барабані, постійно зриває репетицію, починаючи відбивати інший ритм, а у відповідь на зауваження заявляє: «Не можна м'яко бити по барабану, з нього треба останній дух вибивати». В результаті  Стен і  Кайл кажуть Картману, що він буде грати на флейті, проте той відмовляється, ламає барабан і йде додому.
Вранці перед реконструкцією  Джимбо говорить учасникам, що до міста приїхало більше двохсот чоловік, щоб подивитися реконструкцію, «що не може не радувати». Потім він повідомляє, що спонсором реконструкції став «Ще шнапс» Ягермана «з чудовим смаком ще і ще». Крім того, спеціальним гостем став Марвін Марш — «єдина людина, який застав реконструкцію 1924 рік а». В цей час до присутніх приєднується Картман, одягнений як  генерал Лі, що викликає обурення хлопців, які зображують сіверян. Картман (чи то через незнання історії, то чи сприймаючи реконструкцію як змагання) пропонує хлопцям парі, за умовами якого в разі перемоги Півдня у війні Стен і Кайл повинні будуть на місяць стати його  рабами, і навпаки. Розуміючи, що Картман приречений на поразку, Стен і Кайл погоджуються із запропонованими умовами.
О 09:00 біля пагорба Темрок починається реконструкція. Джимбо очолює війська жителів півдня, а Ренді Марш — війська сіверян. Дідусь Марш коментує те, що відбувається. Війська сіверян повинні добути дзвін з вершини пагорба, але Картман, все ще одягнений як генерал Лі, краде дзвін, ніж зриває «битву». Реконструкцію переносять на годину. За цей час Картман, скориставшись тим, що «жителі півдня» випили неабияку кількість шнапсу, підбиває їх виграти реконструкцію, плануючи таким чином виграти парі. Він вимовляє перед «жителями півдня» мова, і, натхненні цією промовою, вони розбивають «сіверян».
Діти, розлючений витівкою Картмана, заявляють йому, що мова в парі йшла про перемогу в громадянській війні, а не в реконструкції. Оскільки всі учасники реконструкції сильно напилися, Картману вдається вмовити їх захопити південні штати. На наступний день, вони, одягнені в форму військ  конфедерації, захоплюють і грабували  Топіку. Так, захоплюючи одне місто за іншим, «конфедерати» опановують всім Півднем. Оскільки справи йдуть успішно, «генерал Картман Лі» відправляє Кайлу, Стену і місіс Маккормік,  чий син гине в битві при  Чаттануге, листи, написані мовою часів громадянської війни .
Хлопчики вирішують перешкодити Картману і забирають запаси шнапсу, щоб протверезівши «південці» розійшлися по домівках, однак їх план зазнає невдачі, позаяк Картман зв'язується з виробляє шнапс компанією і отримує дві вантажівки «Ще шнапсу». Армія жителів півдня займає форт Самтер, після чого перемагає Національну Гвардію завдяки підкріпленню, що складається з усіх жителів  Південної Кароліни.
Нарешті, армія досягає  Вашингтона і вимагає визнання незалежності Півдня, шантажуючи президента  Клінтона відео, на якому він знятий з  Марісою Томей (насправді це блеф Еріка). Щоб зупинити Картмана, Стен і Кайл одягаються  Лінкольном і  Джефферсоном Девісом і в той момент, коли Клінтон збирається підписати декларацію про перемогу Півдня, розігрують капітуляцію Півдня з умовою, що " південці "отримають річний запас шнапсу. Солдати вирішують відвідати Смітсонівський інститут і розходяться, залишаючи Картмана на самоті. Стен і Кайл раді, що Картман стане їхнім рабом. Вони зривають його бороду, від чого він кричить так голосно, що його крик можна почути у всіх куточках Всесвіту.
Стен і Кайл вирішують дати Картману перші вказівки, але він заявляє, що не буде їх рабом, оскільки після перемоги Півночі рабство було скасовано. Президент Клінтон підтверджує його слова, кажучи, що рабство незаконно і аморально, а його скасування було одним з головних підсумків Громадянської війни. Розуміючи, що Стен і Кайл здобули  піррову перемогу, Картман починає щасливо сміятися, а Стен і Кайл йдуть, обзиваючи президента.

## Смерть Кенні
Коли при Чаттануге солдати Національної Гвардії дають попереджувальний постріл, вони випадково вбивають Кенні. Підійшов санітар лише обприскує його тіло вогнегасником, не надаючи йому будь-якої медичної допомоги. При цьому відбувається наступний обмін репліками:
- Стен:  О, Боже! Вони вбили Кенні!
- Дідусь Марш:  Покидьки!
- Кайл:  Ей!